# Argostemma dispar
Argostemma dispar är en måreväxtart som beskrevs av William Grant Craib. Argostemma dispar ingår i släktet Argostemma och familjen måreväxter. Inga underarter finns listade i Catalogue of Life.